# Xenisthmidae
Xenisthmidae (Grondels) zijn een familie van straalvinnige vissen uit de orde van Baarsachtigen (Perciformes).

## Geslachten
- Allomicrodesmus
- Paraxenisthmus Gill & Hoese, 1993
- Rotuma Springer, 1988
- Tyson Springer, 1983
- Xenisthmus Snyder, 1908